# 沢庵和尚鎌倉巡礼記
『沢庵和尚鎌倉巡礼記』（たくあんおしょうかまくらじゅんれいき）は、江戸時代前期の臨済宗僧・沢庵宗彭が寛永10年（1633年）に鎌倉五山に巡拝するため鎌倉を訪れたときの紀行文。別題に『沢庵和尚鎌倉記』『沢庵和尚鎌倉紀行』など。

## 概要
書かれたのは鎌倉を訪れた直後ではなく晩年といわれている。そのため鎌倉の荒廃も「為政者は寺に対してどうあるべきか」といった主張の題材として鎌倉の寺院の荒廃を扱うという傾向があり、実質的な記述が希薄といわれる。
ただし沢庵は生前にこれを何度も書き写しては人に与えており、また沢庵死去から15年後（1659年）に版木が起こされて一般に流布したため、鎌倉を認識させる上では非常に大きな影響を持った書物である。

## 諸本
沢庵自筆のものは3つ残っており、それを渡す相手によって細かな点で相違がある。例えば漢文が不得意な人に与えたものには行間にかなを付けて読みやすくしているなどである。その自筆本の中でもっとも丁寧なものは作家の大佛次郎が持っていたもので、大名の若殿か姫君に渡したものかと思われるほどである。

## 参考
- 澤寿郎監修・著 鈴木棠三編著『鎌倉：古絵図・紀行 鎌倉紀行篇』（東京美術、1976年発行）
- 「鎌倉順礼記」 - ウェイバックマシン（2013年12月12日アーカイブ分）『かながわの歴史文献55』 神奈川県立図書館、2008年3月。